# Sphaerodactylus thompsoni
Sphaerodactylus thompsoni е вид влечуго от семейство Sphaerodactylidae. Видът е почти застрашен от изчезване.

## Разпространение
Разпространен е в Доминика и Хаити.